# Cibié

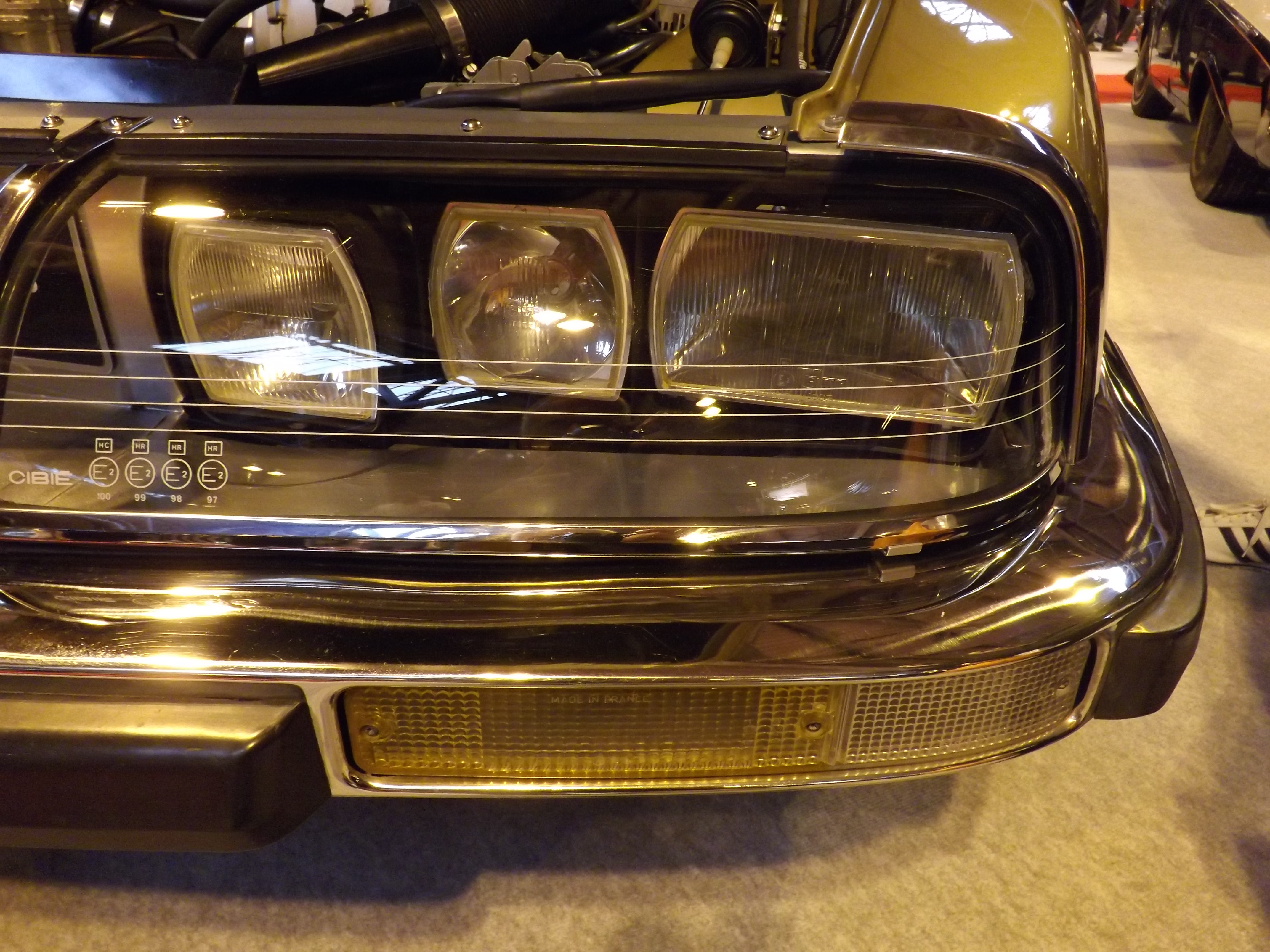
Les phares Cibié d'une Citroën SM.

Cibié était un équipementier automobile fondé en 1919, spécialisé dans le développement de dispositifs d'éclairage. 
C'est actuellement une marque propriété de la société Valeo Vision, du groupe Valeo.

## Histoire
L'entreprise est créée en 1919 sous le nom Société des projecteurs Cibié par Léon Cibié (1873-1963). À l'âge de 18 ans, il installe ses premiers phares électriques au théâtre de l'Éden à Paris puis propose ses produits au monde aéronautique avant de lancer les premiers phares électriques pour automobile, à une époque où l'acétylène était la seule source lumineuse. Elle se développera quand son fils Pierre Cibié (1908-2006), sortant de l'École polytechnique, apportera à la société, constituée de 100 salariés, ses connaissances acquises,.
Près de 150 brevets ont été déposés par Cibié dont un en 1947 consistant à introduire une lame permettant de diriger le faisceau lumineux et qui est repris depuis lors sur toutes les voitures en Europe ainsi que le phare rectangulaire en 1956, utilisé notamment sur la Renault 16 ou la Citroën Ami 6.
En 1972, la société compte 4 000 salariés et fabrique près de 10 millions de phares par an.
Dans les années 1970, lorsque Pierre Cibié se retire des affaires, la marque est vendue à Ferodo qui la revend plus tard à Valeo,.

## Produits
La marque propose divers phares additionnels utilisés dans le rallye, ainsi que pour les 24 heures du Mans.

Différents modèles de phares additionnels Cibié
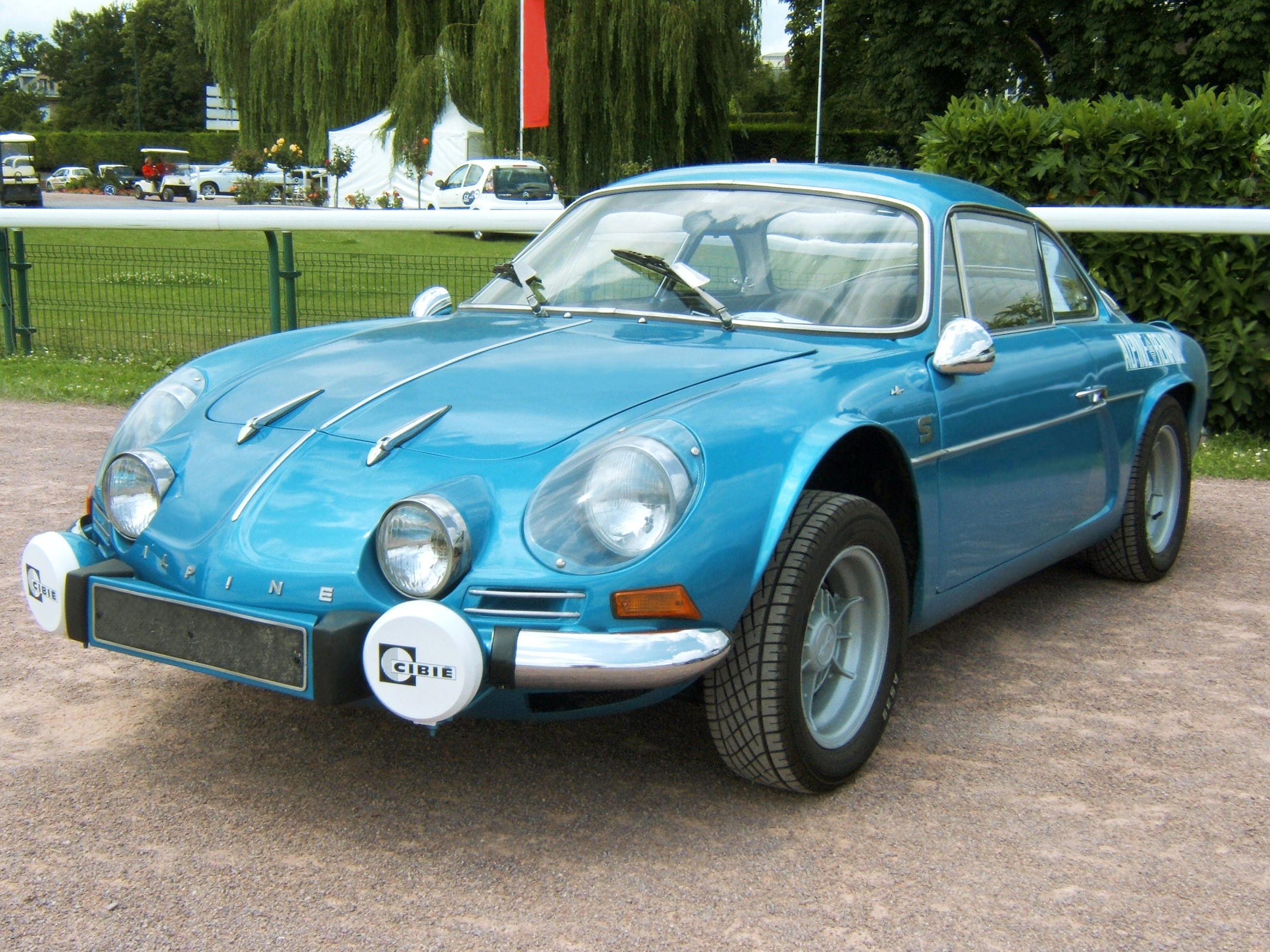
Une Alpine A110 équipée de phares antibrouillards Cibié.
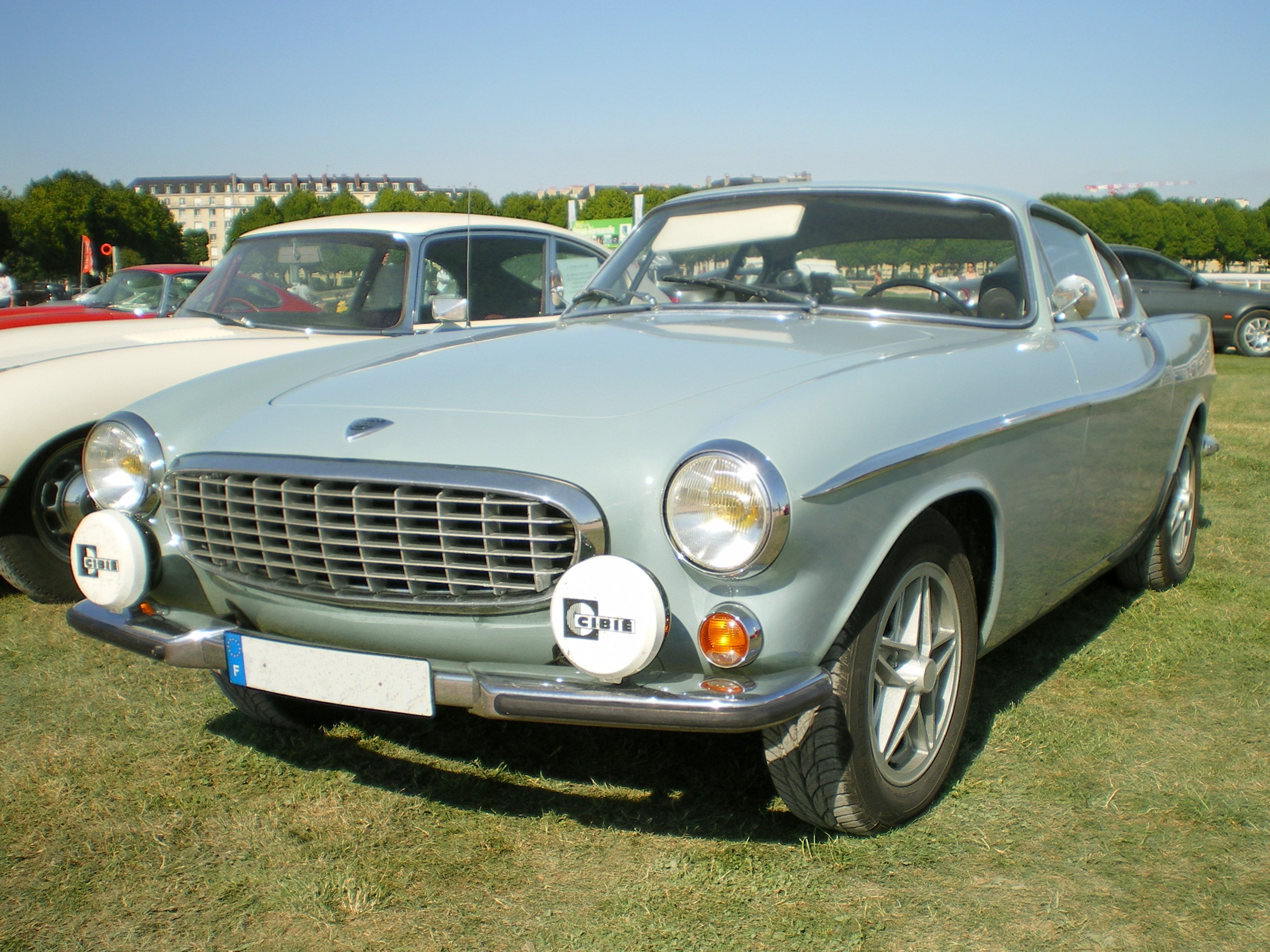
Une Volvo 1800 E avec des Cibié fixés sur le pare-chocs.
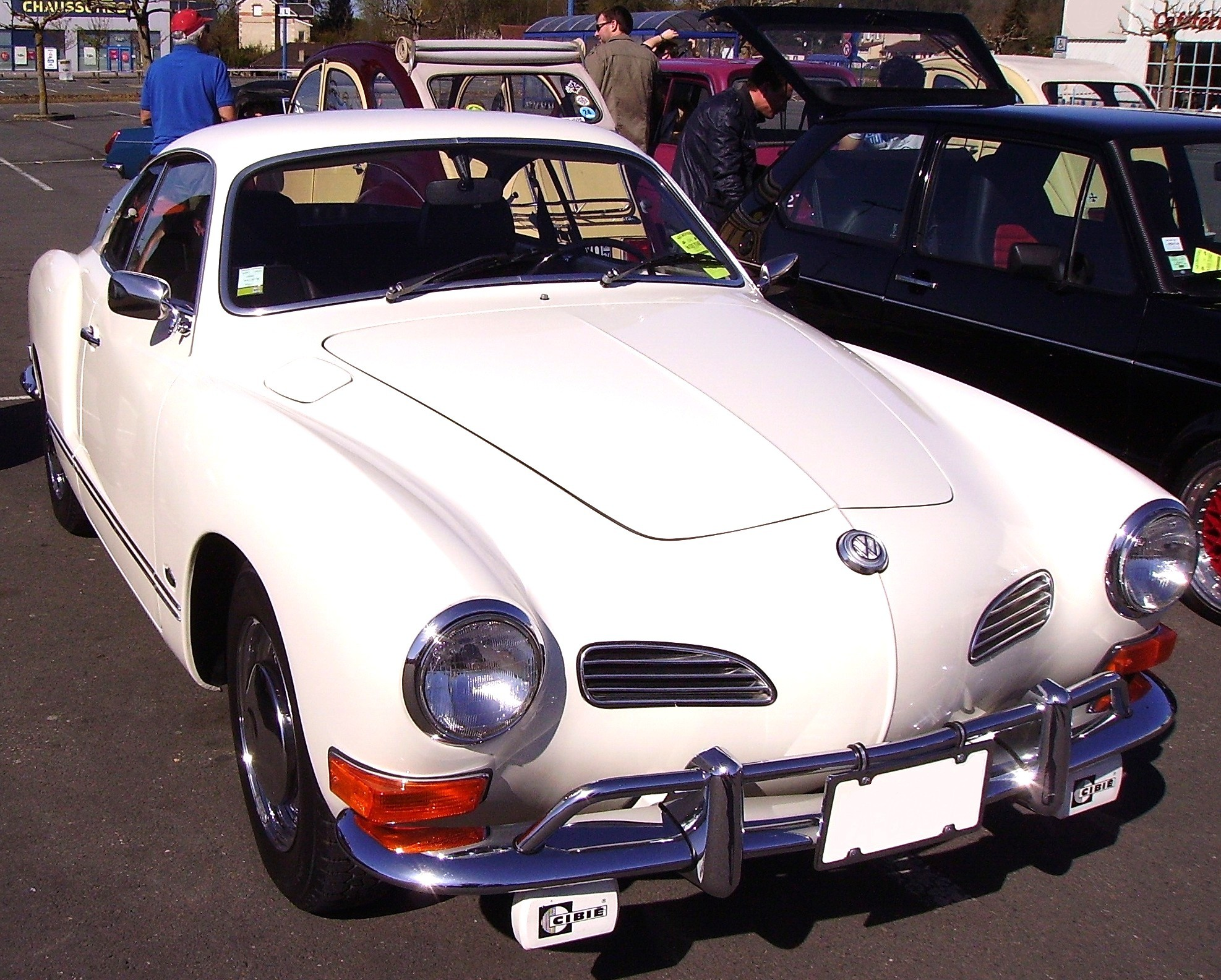
Une Volkswagen Karmann Ghia munie de feux de brouillard Cibié sous le pare-chocs.